# Paul Vauclair
 (janvier 2021).
La mise en forme du texte ne suit pas les recommandations de Wikipédia : il faut le « wikifier ».
Les points d'amélioration suivants sont les cas les plus fréquents. Le détail des points à revoir est peut-être précisé sur la page de discussion.
- Les titres sont pré-formatés par le logiciel. Ils ne sont ni en capitales, ni en gras.
- Le texte ne doit pas être écrit en capitales (les noms de famille non plus), ni en gras, ni en italique, ni en « petit »…
- Le gras n'est utilisé que pour surligner le titre de l'article dans l'introduction, une seule fois.
- L'italique est rarement utilisé : mots en langue étrangère, titres d'œuvres, noms de bateaux, etc.
- Les citations ne sont pas en italique mais en corps de texte normal. Elles sont entourées par des guillemets français : « et ».
- Les listes à puces sont à éviter, des paragraphes rédigés étant largement préférés. Les tableaux sont à réserver à la présentation de données structurées (résultats, etc.).
- Les appels de note de bas de page (petits chiffres en exposant, introduits par l'outil «  Source ») sont à placer entre la fin de phrase et le point final[comme ça].
- Les liens internes (vers d'autres articles de Wikipédia) sont à choisir avec parcimonie. Créez des liens vers des articles approfondissant le sujet. Les termes génériques sans rapport avec le sujet sont à éviter, ainsi que les répétitions de liens vers un même terme.
- Les liens externes sont à placer uniquement dans une section « Liens externes », à la fin de l'article. Ces liens sont à choisir avec parcimonie suivant les règles définies. Si un lien sert de source à l'article, son insertion dans le texte est à faire par les notes de bas de page.
- La présentation des références doit suivre les conventions bibliographiques. Il est recommandé d'utiliser les modèles {{Ouvrage}}, {{Chapitre}}, {{Article}}, {{Lien web}} et/ou {{Bibliographie}}. Le mode d'édition visuel peut mettre en forme automatiquement les références.
- Insérer une infobox (cadre d'informations à droite) n'est pas obligatoire pour parachever la mise en page.

Pour une aide détaillée, merci de consulter Aide:Wikification.
Si vous pensez que ces points ont été résolus, vous pouvez retirer ce bandeau et améliorer la mise en forme d'un autre article.
Pour les articles homonymes, voir Vauclair.
Paul Vauclair est un couturier et homme politique franco suisse, né le 10 mai 1904 à Bure et décédé le 26 juillet 1990 à Paris.

## Biographie
Enfance et Jeunesse : 
Paul Vauclair est né en 1904 à Bure, actuellement commune du Jura, mais encore bernoise à l’époque. Il fait partie d’une fratrie nombreuse, avec deux sœurs et sept frères. Dès son enfance, Paul Vauclair aide sa mère pour les travaux de couture et de raccommodage. Après avoir terminé sa scolarité, il entame un apprentissage de tailleur chez Vuillaume, à Grandfontaine. Il poursuit ses études dans le domaine en travaillant dans la maison de couture Gillet-Lafond à Belfort.   Ce n’est qu’après ce début de carrière en Suisse qu’il va s’établir à Paris, où il prend des cours de styliste et de coupeur-modéliste.
Maitre tailleur : 
Il va ensuite se décider à fonder sa propre maison Rue Royale (Paris 8e). Ce couturier suisse va acquérir une notoriété internationale, surtout dans les vêtements pour hommes. Il confectionne des uniformes de militaires, d’agents de police ou d’académiciens. Il crée les premiers uniformes de la Gendarmerie jurassienne (1979-1991, livrée gris/bleu portée encore aujourd’hui comme tenue de gala). Paul Vauclair va habiller de nombreuses personnalités, comme le Général de Gaulle, qu’il rencontre en 1946, le maréchal Juin ou le général Eisenhower. Il deviendra d'ailleurs le tailleur attitré du Général de Gaulle qui lui demandait souvent son avis et le surnommait « Monsieur opinion publique ».
Il travaille également pour le domaine du théâtre et du cinéma, en taillant des habits d’acteurs renommés comme Gérard Philipe, Jean Gabin ou Fernandel.
Grand Uniforme féminin de polytechnique
C'est Paul Vauclair qui en 1972 crée le grand uniforme féminin de l'école polytechnique, l'école s'ouvrant pour la première année aux femmes. Dans les mémoires de Michel Debré, ce dernier affirme que le modèle a été sélectionné par son épouse. Anne Duthilleul, première polytechnicienne (X1972), raconte : « Notre jupe ne dépassait pas le genou, mais, à l’époque des minijupes, elle nous semblait déjà bien longue ». La jupe d’origine est taillée légèrement au-du genou. 
Reconnu par ses pairs
Il est élu en 1954 « Fédération internationale des maîtres tailleurs » et de la « Président de la Fédération nationale des maîtres tailleurs de France », mais aussi celle de la « Confédération nationale de l’artisanat et des métiers », la CNAM.
Politique :
Paul Vauclair entreprend en parallèle une carrière politique. Il est élu député gaulliste des Hauts-de-Seine le 11 mars 1973. Cela au sein du groupe politique UDR (Union des démocrates pour la République) . Il succède à Pierre Mazeaud ancien président du Conseil constitutionnel. Il préside le groupe parlementaire d’étude des problèmes du secteur métiers et de l’artisanat. 
Distinctions :
- Officier de la Légion d’honneur (1966)
- Croix de guerre
- Commandeur de l’Ordre du Mérite national
- Meilleurs ouvriers de France[1].

| Hauts-de-Seine (12ème circonscription) |

.

## Détail des fonctions et des mandats
Mandat parlementaire
- 13 mai 1973 - 2 avril 1978 : Député de la 12e circonscription des Hauts-de-Seine